# 危険な関係 (2005年のテレビドラマ)
『危険な関係』（きけんなかんけい）は、東海テレビ・フジテレビ系列で、2005年4月4日から7月1日まで放送されていた日本の昼のテレビドラマ。全65回放送。
放送時間は、13:30 - 14:00 (JST)。4月25日のみ、25:05 - 25:35。

## キャスト
- 佐倉柊子（矢内柊子） - 高橋かおり
- 木崎律（貝原律・矢内律） - RIKIYA
- 矢内美紗緒（加々美美佐緒・若槻美佐緒） - 松尾れい子
- 矢内康一郎 - 小野寺昭
- 矢内貴久恵 - 水沢アキ
- 小柴理沙（矢内理沙） - 派谷恵美
- 佐倉保 - 朝倉伸二
- 佐倉早苗 - 池津祥子
- 佐倉良彦 - 小谷嘉一
- 若槻政人 - 鈴木ユウジ（現神尾佑）
- 若槻和也 - 友井雄亮
- 若槻にいな - 相原鈴夏
- 信田艶子 - 姿晴香
- 日比野須磨子 - 北村昌子
- 小柴広行 - 細山田隆人
- 三好タキ - 上原惠子
- 園田江梨子 - 沖直未
- 高野完治 - 大塚幸太
- - 江口ナオ
- 貝原房子 - 磯村千花子

ほか

## スタッフ
- 原作 - ラクロ『危険な関係』
- 企画 - 鶴啓二郎（東海テレビ）
- 脚本 - 金谷祐子、金井寛
- 広報 - 植木圭一（東海テレビ）、山本聡美（東海テレビ）
- 演出 - 奥村正彦、牧時範、村松弘之、三木茂
- 演出補 - 三木茂、朝比奈陽子、淵上正人、後藤勝利
- プロデューサー - 風岡大（東海テレビ）、塚田泰浩（東宝）、今村眞治（東宝）
- 音楽 - 岩本正樹
- 制作 - 東海テレビ放送、東宝株式会社

## サブタイトル
| 第1週  | 第1週     | 第1週            | 第2週  | 第2週     | 第2週            | 第3週  | 第3週     | 第3週          |
| 回     | 放送日    | サブタイトル     | 回     | 放送日    | サブタイトル     | 回     | 放送日    | サブタイトル   |
| ------ | --------- | ---------------- | ------ | --------- | ---------------- | ------ | --------- | -------------- |
| 第1話  | 2005.4.4  |                  | 第6話  | 2005.4.11 | 気になる同居人   | 第11話 | 2005.4.18 | 紙マッチの伝言 |
| 第2話  | 2005.4.5  |                  | 第7話  | 2005.4.12 | 赤いリボンの約束 | 第12話 | 2005.4.19 | 謎めいた女性   |
| 第3話  | 2005.4.6  |                  | 第8話  | 2005.4.13 | 遅すぎた伝言     | 第13話 | 2005.4.20 | 密会の写真     |
| 第4話  | 2005.4.7  |                  | 第9話  | 2005.4.14 | さようなら初恋   | 第14話 | 2005.4.21 | 花日記の女     |
| 第5話  | 2005.4.8  |                  | 第10話 | 2005.4.15 | 奇妙な再会       | 第15話 | 2005.4.22 | 形ばかりの妻   |
| 第4週  | 第4週     | 第4週            | 第5週  | 第5週     | 第5週            | 第6週  | 第6週     | 第6週          |
| 回     | 放送日    | サブタイトル     | 回     | 放送日    | サブタイトル     | 回     | 放送日    | サブタイトル   |
| 第16話 | 2005.4.26 | 深紅のガウン     | 第21話 | 2005.5.2  | 悪魔のシナリオ   | 第26話 | 2005.5.9  | 留守電の告白   |
| 第17話 | 2005.4.26 | 仕組まれた縁談   | 第22話 | 2005.5.3  | 突然の告白       | 第27話 | 2005.5.10 | 迫真の演技     |
| 第18話 | 2005.4.27 | 高い口止め料     | 第23話 | 2005.5.4  | 甘い嘘の手紙     | 第28話 | 2005.5.11 | 新しいゲーム   |
| 第19話 | 2005.4.28 | 狙われた聖女     | 第24話 | 2005.5.5  | 大人のレッスン   | 第29話 | 2005.5.12 | 別れの肖像画   |
| 第20話 | 2005.4.29 | 夫を脅迫する妻   | 第25話 | 2005.5.6  | 力ずくのキス     | 第30話 | 2005.5.13 | 恋する貞淑妻   |
| 第7週  | 第7週     | 第7週            | 第8週  | 第8週     | 第8週            | 第9週  | 第9週     | 第9週          |
| 回     | 放送日    | サブタイトル     | 回     | 放送日    | サブタイトル     | 回     | 放送日    | サブタイトル   |
| 第31話 | 2005.5.16 | 初恋の終わり     | 第36話 | 2005.5.23 | 離婚の絶対条件   | 第41話 | 2005.5.30 | 悪魔のような妻 |
| 第32話 | 2005.5.17 | 恋する喜び       | 第37話 | 2005.5.24 | 別れの速達       | 第42話 | 2005.5.31 | ジェラシー     |
| 第33話 | 2005.5.18 | 子連れの家出     | 第38話 | 2005.5.25 | 男と女の戦争     | 第43話 | 2005.6.1  | 土下座する男   |
| 第34話 | 2005.5.19 | 理想夫婦の裏側   | 第39話 | 2005.5.26 | 復讐の連鎖       | 第44話 | 2005.6.2  | 今だけの涙…    |
| 第35話 | 2005.5.20 | 監禁された妻     | 第40話 | 2005.5.27 | 危険な飲み物     | 第45話 | 2005.6.3  | 盗まれた真実   |
| 第10週 | 第10週    | 第10週           | 第11週 | 第11週    | 第11週           | 第12週 | 第12週    | 第12週         |
| 回     | 放送日    | サブタイトル     | 回     | 放送日    | サブタイトル     | 回     | 放送日    | サブタイトル   |
| 第46話 | 2005.6.6  | 認知トラブル     | 第51話 | 2005.6.13 | 愛しい息子       | 第56話 | 2005.6.20 | 逆襲のゲーム   |
| 第47話 | 2005.6.7  | 狂言のシナリオ   | 第52話 | 2005.6.14 | 昔のスケッチ     | 第57話 | 2005.6.21 | 疑惑の相続人   |
| 第48話 | 2005.6.8  | 別れの花束       | 第53話 | 2005.6.15 | 法外な示談金     | 第58話 | 2005.6.22 | 色褪せる戦い   |
| 第49話 | 2005.6.9  | 駆け落ちの手引き | 第54話 | 2005.6.16 | 元夫からの援助   | 第59話 | 2005.6.23 | 忍び寄る危機   |
| 第50話 | 2005.6.10 | 華麗なる求婚     | 第55話 | 2005.6.17 | 屈辱の瞬間       | 第60話 | 2005.6.24 | 柊子の決断     |
| 最終週 |           |                  |        |           |                  |        |           |                |
| 回     | 放送日    | サブタイトル     |        |           |                  |        |           |                |
| 第61話 | 2005.6.27 | 捨てられた恋     |        |           |                  |        |           |                |
| 第62話 | 2005.6.28 | 一夜だけの愛     |        |           |                  |        |           |                |
| 第63話 | 2005.6.29 | 炎の中の監禁     |        |           |                  |        |           |                |
| 第64話 | 2005.6.30 | 愛の温もり       |        |           |                  |        |           |                |
| 第65話 | 2005.7.1  | 恋は野の花       |        |           |                  |        |           |                |

## 主題歌
- 「幻」 歌：柴田淳
  - レーベル：ドリーミュージック